# Aglaia gracilis
Aglaia gracilis là một loài thực vật thuộc họ Meliaceae. Đây là loài đặc hữu của Fiji.